# ترمين فولكيس
ترمين فولكيس (بالإنجليزية: Tremaine Fowlkes)‏ مواليد 11 أبريل 1976 في لوس أنجلوس، هو لاعب كرة سلة أمريكي سابق بدأ مسيرته الاحترافية في سنة 1998. تم اختياره من قبل فريق دنفر ناغتس خلال الدرافت. يبلغ طوله 6 قدم 7 بوصة (2.0 م). اعتزل اللعب في 2007.

## المسيرة الاحترافية
لعب مع لوس أنجلوس كليبرز من سنة 2001 إلى 2003، ثم لعب مع ديترويت بيستونز في موسم 2003–2004، ثم لعب مع إنديانا بايسرز في سنة 2004.

## روابط خارجية
- ترمين فولكيس على موقع الاتحاد الدولي لكرة السلة (الإنجليزية)
- ترمين فولكيس على موقع إن بي أي (الإنجليزية)
- ترمين فولكيس على موقع سبورتس رفرنس (الإنجليزية)
- ترمين فولكيس على موقع كرة السلة الأوروبية.كوم (الإنجليزية)
- ترمين فولكيس على موقع كلية كرة السلة في سبورتس رفرنس.كوم (الإنجليزية)
- ترمين فولكيس على موقع ريلجم (الإنجليزية)
- ترمين فولكيس على موقع بروبوليرز (الإنجليزية)
- ترمين فولكيس على موقع سبورتس رفرنس (الإنجليزية)